# Yasuji Okamura

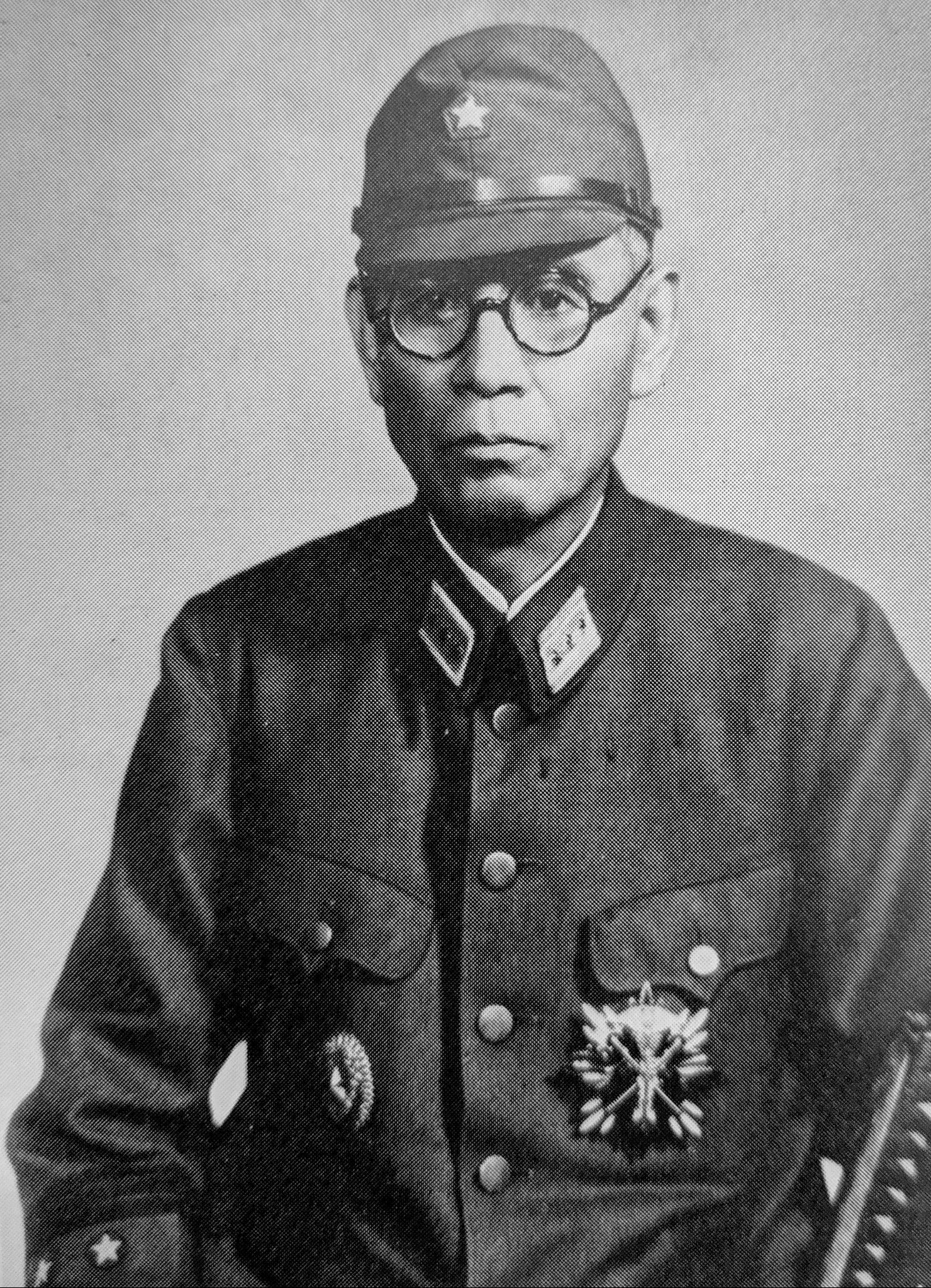
Yasuji Okamura

Yasuji Okamura (岡村 寧次, Okamura Yasuji, 15 de maio de 1884 - 2 de setembro de 1966) foi um general do Exército Imperial Japonês e comandante-em-chefe do Exército Expedicionário da China de novembro de 1944 até o final da Segunda Guerra Mundial. Ele foi julgado, mas considerado inocente de quaisquer crimes de guerra pelo Tribunal de Crimes de Guerra de Xangai após a guerra. Como um dos maiores especialistas em China do Exército Imperial Japonês, o General Okamura passou toda a sua carreira militar no continente asiático.

## Exército Expedicionário da China
De 1932 a 1933, Okamura foi vice-chefe do Estado-Maior do Exército Expedicionário de Xangai sob a égide do Exército Kwantung. De acordo com as próprias memórias de Okamura, ele desempenhou um papel no recrutamento de mulheres de conforto da prefeitura de Nagasaki para servir em bordéis militares em Xangai.
Ele serviu como adido militar em Manchukuo de 1933 a 1934, e desempenhou um papel nas negociações para a Trégua Tanggu entre o Japão e a China.
Okamura foi promovido a tenente-general em 1936 e recebeu o comando da 2ª Divisão do exército.

## Segunda Guerra Sino-Japonesa
Em 1938, um ano após o Incidente da Ponte Marco Polo, Okamura foi designado como comandante em chefe do Décimo Primeiro Exército Japonês, que participou de vários combates importantes na Segunda Guerra Sino-Japonesa, notadamente as Batalhas de Wuhan, Nanchang e Changsha.  De acordo com os historiadores Yoshiaki Yoshimi e Seiya Matsuno, Okamura foi autorizado pelo imperador Hirohito a usar armas químicas durante essas batalhas.

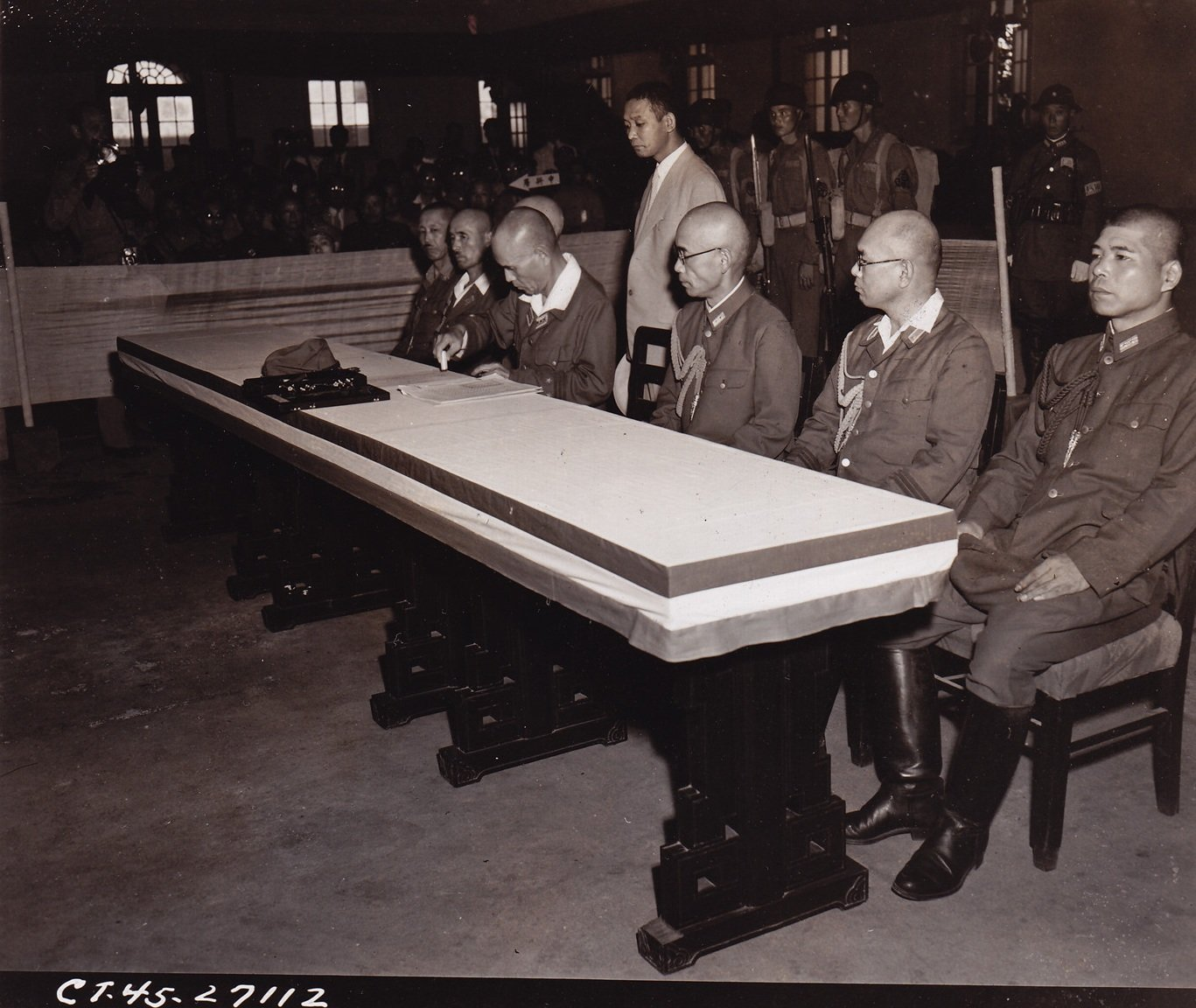
Okamura (quarto da direita) durante a rendição do Japão em Nanjing

Em abril de 1940, Okamura foi promovido ao posto de general completo. Em julho de 1941, foi nomeado comandante-chefe do Exército da Área do Norte da China. Em dezembro de 1941, Okamura recebeu a Ordem do Quartel-General Imperial Número 575, autorizando a implementação da Política dos Três Tudos no norte da China, destinada principalmente a quebrar o Exército Vermelho Chinês. Segundo o historiador Mitsuyoshi Himeta, a campanha da terra arrasada foi responsável pela morte de "mais de 2,7 milhões" de civis chineses.
Em 1944, Okamura foi o comandante geral da enorme e bem-sucedida Operação Ichigo contra aeródromos no sul da China, mantendo o comando pessoal do Exército da Sexta Área Japonesa. Alguns meses depois, foi nomeado comandante-chefe do Exército Expedicionário da China. Ainda em janeiro de 1945, Okamura ainda estava confiante na vitória do Japão na China.
Com a rendição do Japão em 15 de agosto de 1945, Okamura representou o Exército Imperial Japonês na cerimônia de rendição oficial do China Burma India Theatre realizada em Nanjing em 9 de setembro de 1945 . Os representantes chineses na rendição foi o general He Yingqin, que ironicamente era o oposto de Okamura durante as negociações da Trégua de Tanggu.